# Chrysso tiboli
Chrysso tiboli är en spindelart som beskrevs av Alberto Barrion och James A. Litsinger 1995. Chrysso tiboli ingår i släktet Chrysso och familjen klotspindlar.
Artens utbredningsområde är Filippinerna. Inga underarter finns listade i Catalogue of Life.